# Calanque de Port-Miou
La calanque de Port-Miou est la calanque la plus orientale des côtes entre Marseille et Cassis. Elle est la seule située dans la commune de Cassis, à la sortie de la ville. Port-Miou se distingue des autres calanques par son profil sinueux et sa longueur (1.4 km). Le statut de base nautique légère (bateaux de moins de 20 m) a été délivré à la calanque. Actuellement, la calanque compte 550 bateaux. Elle appartient à deux propriétaires : la mairie de Cassis pour la rive gauche, la société Solvay pour la rive droite.

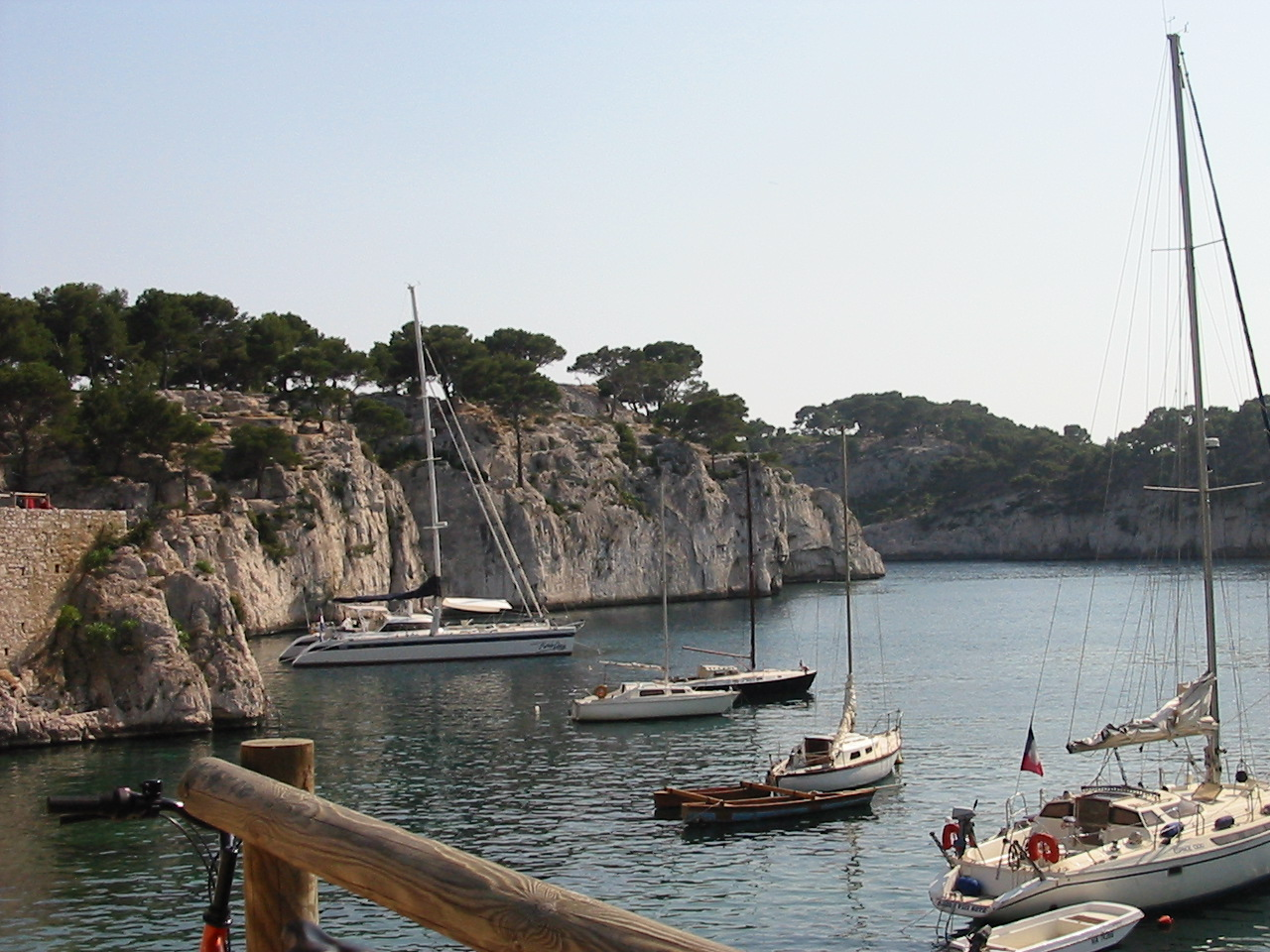
Calanques de Port-Miou (Cassis).
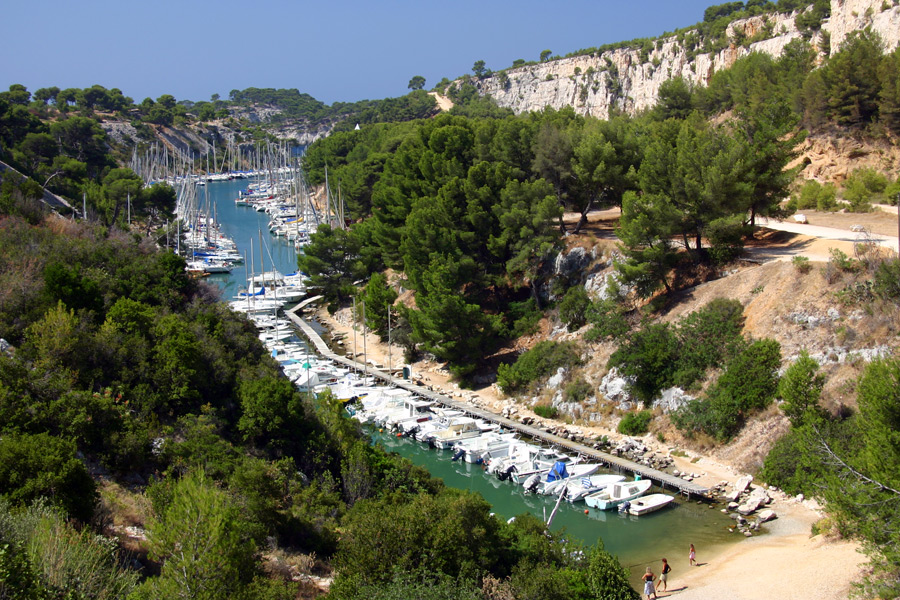
Calanque de Port-Miou.
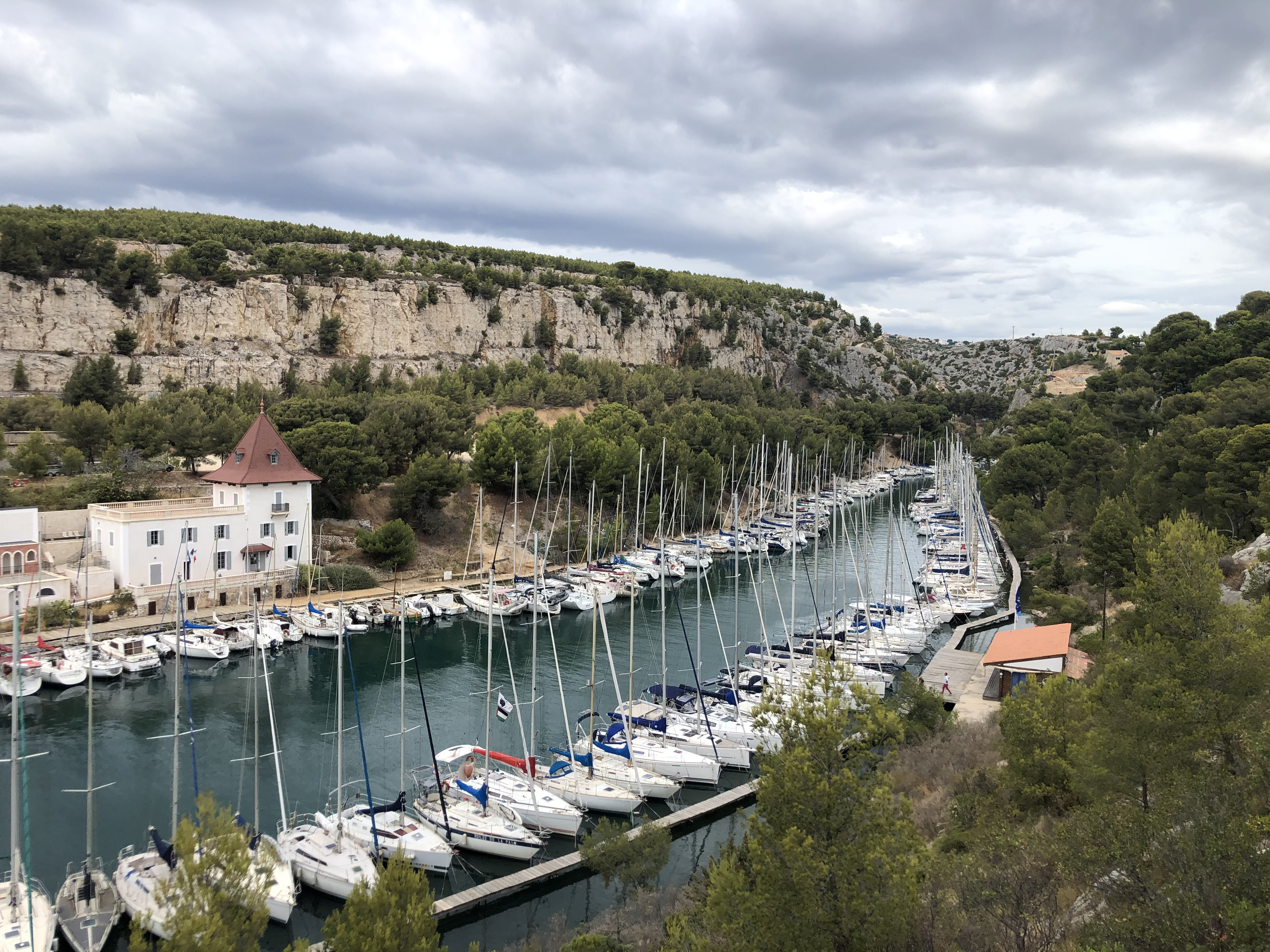
Calanque de Port-Miou.
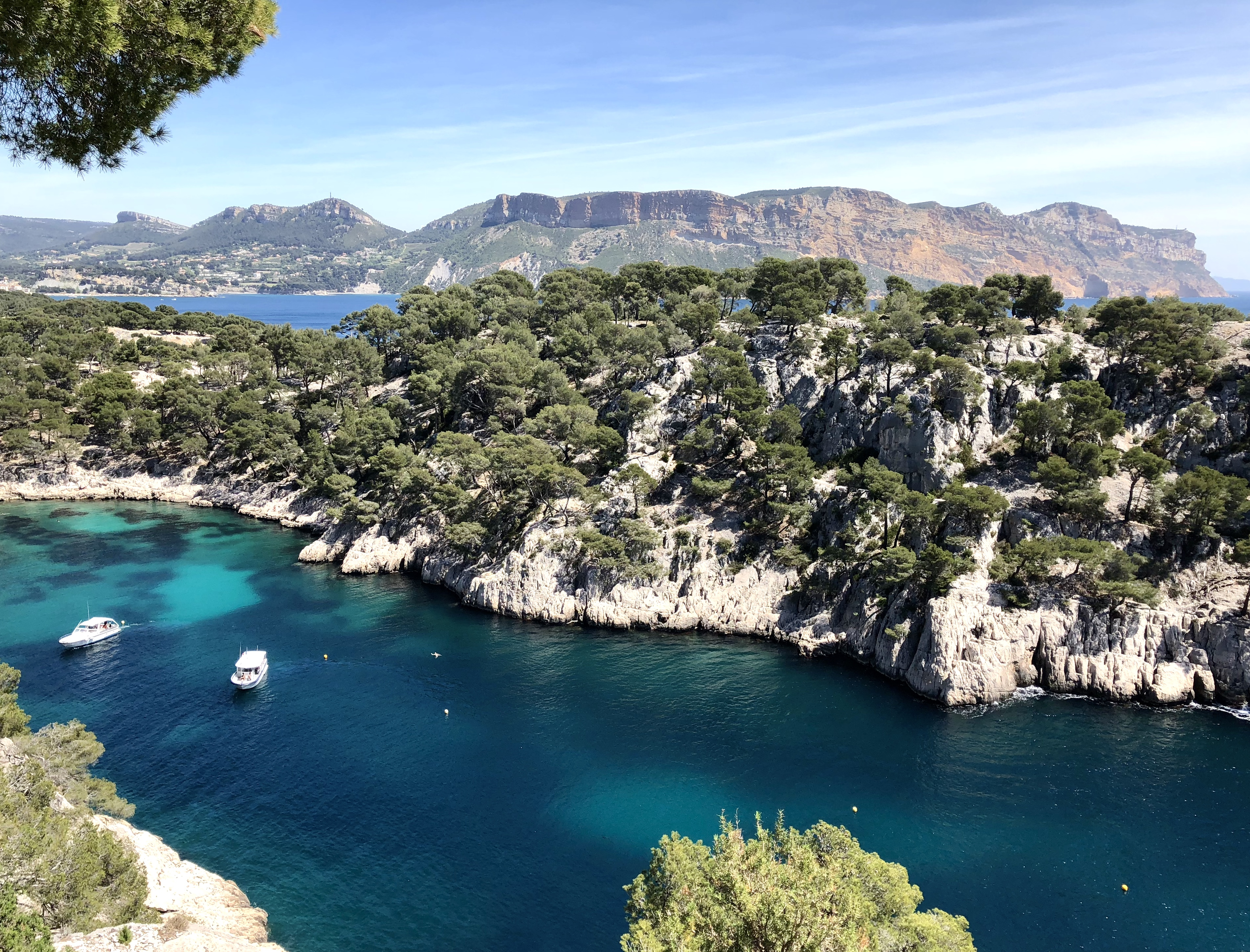
Toujours la calanque.

Son nom vient du latin Portus Melior (Littéralement, le "meilleur port") qui s'est occitanisé en Pòrt-Melhor. Cette version est désormais remise en cause par les attestations historiques : Portum Mines (Aethicus, Valois), Port Mil, 1311 (Arch. Municip.), Portus Milii, 1390 (Arch. Muinicip.), Portus Milonis, Port Miol 1486 (Arch. Avescat), Port Mieu 1501 (idem).
L'orthographe actuelle en français est la transcription phonétique approximative de la prononciation authentique de l’occitan : /miw/

## Histoire
Port-Miou fut longtemps une seigneurie à part entière dépendant de la Maison des Baux. Le 4 avril 1402, à Brantes, au pied du Ventoux, en présence de son épouse Alix des Baux, Odon de Villars fit donation à son neveu Philippe de Lévis des fiefs de Brantes, Plaisians et leurs dépendances, des seigneuries de Saint-Marcel, Roquefort, le Castellet, Cassis et Port-Miou, dépendantes de la baronnie d’Aubagne, ainsi que de La Fare-les-Oliviers, et Éguilles. Son neveu, en contrepartie devait lui servir de caution vis-à-vis de Raymond de Turenne dans l’observation d’un accord passé entre le vicomte, lui et son épouse Alix. En cas de non-respect de la part d’Alix et d’Odon, ces derniers devraient payer  50 000 florins à Raymond de Turenne,.

## Anciennes carrières
Les carrières de Cassis donnaient une pierre de taille blanche et dure, la Pierre de Cassis, qui a servi à la construction par Léon Chagnaud du tunnel du Rove creusé sous la chaîne de l'Estaque, de certains quais du Canal de Suez et de plusieurs portes du "Campo Santo" de Gênes.
La carrière de Port-Miou, contrairement aux autres carrière de Cassis, n'a jamais été exploitée pour la pierre de taille, mais pour la fabrication de la soude caustique selon le procédé Solvay qui utilise principalement comme matières premières le carbonate de calcium (calcaire urgonien de Port-Miou) et le chlorure de sodium (sel extrait de la mer aux Salins de Giraud en Camargue). Le calcaire extrait était concassé sur place et transporté par bateau jusqu'à l'usine de Salin-de-Giraud. L'exploitation a été interrompue en 1982.

## Port de plaisance

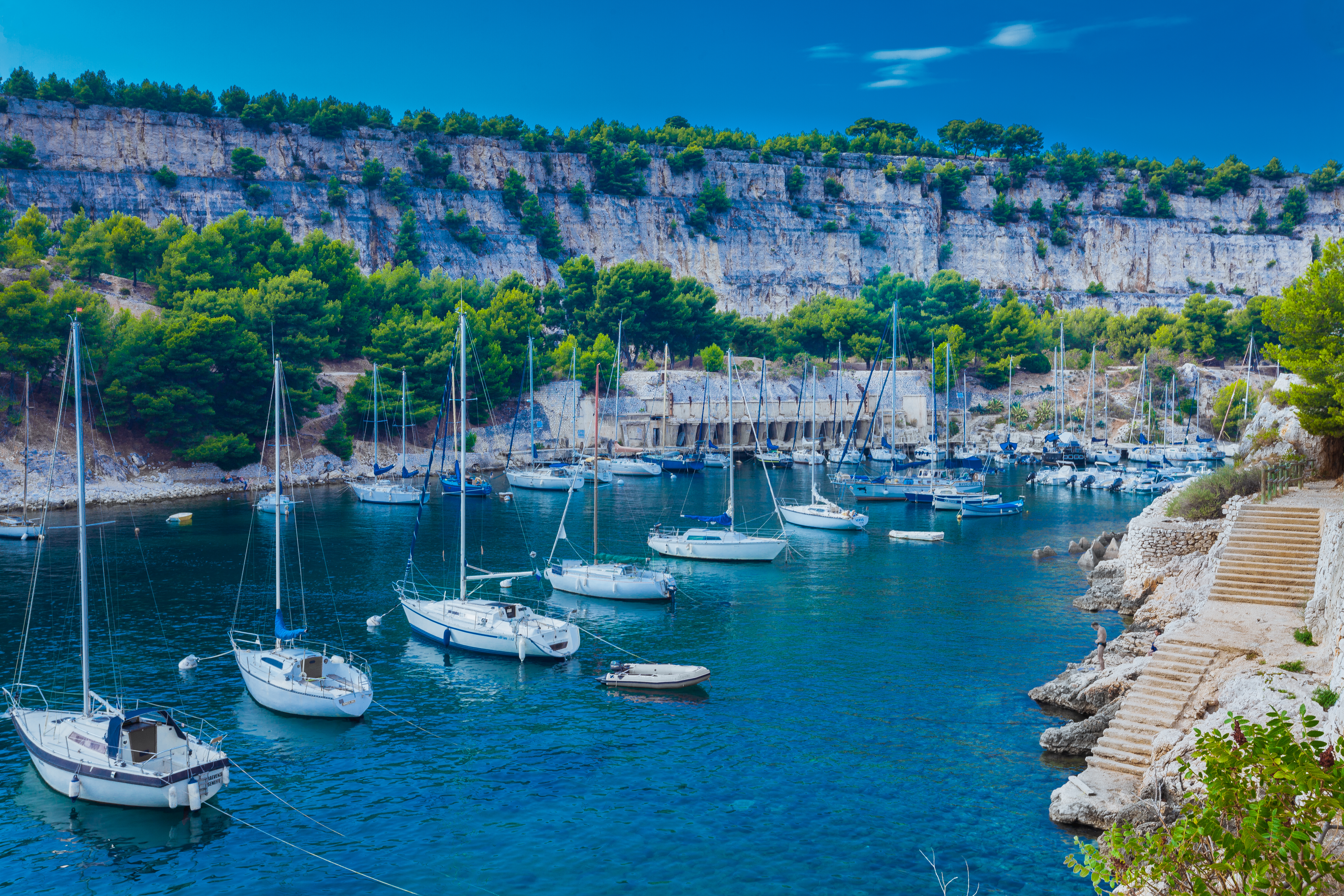
Port de plaisance de la calanque de Port-Miou.

On accède à la calanque par la route ; un parking permet aux plaisanciers de laisser leurs véhicules et d'accéder aux bateaux. 
Le site ne dispose d'aucune plage, mais est le départ des randonnées dans le massif des calanques.
La calanque est composée de deux rives bénéficiant de pontons servant d'accès aux bateaux de plaisance. Au milieu de la rive, où se trouve la carrière, s'élève un petit château, autrefois l'ancienne résidence des mineurs, qui aujourd'hui abrite la capitainerie du port de plaisance. Le port est actuellement sous la responsabilité de la municipalité de Cassis alors qu'auparavant il était géré par deux clubs situés chacun sur une rive.
En 1990, un feu se déclare dans la calanque. Se propageant de bateau en bateau, il enflamme toute la végétation environnante. Aujourd'hui, comme la calanque fait partie du parc national des Calanques, les feux de camp ou toutes sortes de feu qui pourraient se propager dans le massif et ainsi détruire tout un écosystème, sont strictement interdits.

## Fleuve sous-marin
Dans la calanque se déverse une source sous-marine, l'exsurgence de Port-Miou. Avec 5 à 7 m3/s de débit, il s'agit du fleuve le plus important qui coule en Provence entre le Rhône et le Var.  L'origine de ce fleuve n'est toujours pas connue.